# Панчен-лама VII
Палден Тенпай Ньима (тиб. གྤལ་ལྡན་བསྟན་པའི་ཉི་མ་, 1782 — 1853) — Панчен-лама VII, тибетский религиозный и политический деятель.
Лобсанг Палден Еше, предыдущий Панчен-лама, умер от оспы в Пекине в 1780 году. Его сводный брат Мипам Чодруп Гьяцо, десятый Шамарпа, который занял должность регента, в 1782 году сообщил британскому губернатор Индии Уоррену Гастингсу, что новое воплощение найдено. Гастингс отправил в Тибет посланника Сэмюэла Тернера, которому удалось встретиться с малолетним Панчен-ламой и его регентом.
Мипам Чодруп Гьяцо надеялся унаследовать после смерти брата некоторые из богатств, полученных им в Пекине. Когда этого не произошло, он вступил в сговор с непальцами, пославшими в 1788 году армию гурхов, взявшую под свой контроль Шигадзе. Мипам Чодруп Гьяцо, однако, не следовал своим обязательствам, и гуркхи вернулись спустя три года, желая получить свои трофеи. Но китайцы послали армию в поддержку тибетцев и вынудили гуркхов в 1792 году вернуться в Непал.
В 1810 (или, возможно, в 1811) Палден Тенпай Ньима принял во дворце Потала предварительные монашеские обеты от Девятого Далай-ламы и дал ему имя Лунгтог Гьяцо.
После того, как Лунгтог Гьяцо умер в 1815 году. Прошло восемь лет прежде, чем новый Далай-лама был выбран. В этот период политические события были мрачными, но в конце концов Палден Тенпай Ньима вмешался в процесс выбора, и была использована, как один из этапов поисков нового Далай-ламы, золотая чаша (или «золотая урна»), с помощью которой в первый раз были выбраны имена кандидатов. В 1822 году Десятый Далай-лама был водружён на Золотой Трон, и вскоре после интронизации он принял от Палден Тенпай Ньимы обеты послушника (предварительное рукоположение). Палден Тенпай Ньима дал ему имя Цултрим Гьяцо. Он же в 1831 году руководил принятием Цултримом Гьяцо обетов полного посвящения Гелонгом.
В 1841 году Палден Тенпай Ньима принял у будущего Далай-ламы XI предварительные монашеские обеты и, совершив пострижение, дал ему имя Кхэдуп Гьяцо. 25 мая 1842 года Кхэдуп Гьяцо был возведен на трон во дворце Потала, и в 1849 году, в возрасте одиннадцати лет, он принял обеты монаха-послушника опять же от Палдена Тенпай Ньимы .
Видимо, тибетцы боялись, что юному Далай-ламе может быть причинён вред, если он находится в руках регента, Цзэ-лин Нга-ван Джам-пэл Цул-трима, и в 1844 году, Его Святейшество покинул Лхасу для поездки в Восточный Тибет. Монахи из монастыря Сэра похитили трех секретарей из правительства регента, чтобы гарантировать благополучие Его Святейшества. Это привело к объявлению чрезвычайного положения в стране. Палден Тенпай Ньима был приглашен вернуться в Лхасу из провинции Цанг, а в 8-м месяце того же года он занял трон в качестве нового регента. Однако он принял эту роль только на короткий период и на 4-м месяце следующего (1845) года передал регентство Рва-денг Нга-ван Е-ше Цул-триму.
В 1844 году Палден Тенпай Ньима примерно в 1 км к югу от монастыря Ташилунпо построил летнюю резиденцию с двумя часовнями, окруженными садами.
Палден Тенпай Ньима пользовался большим уважением у китайской администрации, в частности он "обладал большим авторитетом в китайском суде".
К сожалению, все гробницы Панчен-лам , от пятого до девятого, были уничтожены в Ташилунпо во время Культурной революции. Позднее они были восстановлены Десятым Панчен-ламой в виде огромной гробницы в монастыре Ташилунпо в Шигадзе, известной как Таши Лангяр.